# دائرة المحاسبات (تونس)
دائرة المحاسبات (بالفرنسية: Cour des comptes)‏ هي جزء من السلطة القضائية في تونس، أسست لأول مرة في 1959 بعد التنصيص عليها في الفصل 69 من دستور تونس 1959، وذلك كهيئة مكونة لمجلس الدولة إلى جانب المحكمة الإدارية. الفصل 114 من دستور تونس 2014 جعلها مستقلة ضمن القضاء المالي بعد إلغاء مجلس الدولة.

مهمتها الأساسية هي مراقبة الحسابات القومية، وكذلك مراقبة حسن التصرف في المال العام، وفقا لمبادئ الشرعية والنجاعة والشفافية، وتقضي في حسابات المحاسبين العموميين، وتقيم طرق التصرف وتزجر الأخطاء المتعلقة به، وتساعد مجلس نواب الشعب والحكومة ورئاسة الجمهورية والرأي العام على رقابة تنفيذ قوانين المالية وغلق الميزانية.

تعد محكمة المحاسبات تقريرا سنويا عاما تحيله إلى كل من رئيس الجمهورية، ورئيس مجلس نواب الشعب، ورئيس الحكومة، ورئيس المجلس الأعلى للقضاء، ويتم نشره. كما تعد محكمة المحاسبات عند الاقتضاء تقارير خصوصية يمكن نشرها.

## الرؤساء
المسؤول الأول يسمى الرئيس الأول لدائرة المحاسبات، وتولى هذا المنصب كل من:
- 1 أكتوبر 1998 - ؟: آمنة الشتيوي عويج.[1]
- 23 يناير 2001 - ؟: محمد رؤوف النجار.[2]
- 5 نوفمبر 2003 - ؟: محمد الجريء.[3]
- 22 مارس 2004 - 6 أغسطس 2011: فائزة الكافي.
- 6 أغسطس 2011 - 17 مارس 2014: عبد القادر الزقلي.[4][5]
- 17 مارس 2014 - 29 ديسمبر 2016: عبد اللطيف الخراط.[6]
- 14 يونيو 2017 - الآن: نجيب القطاري.[7]
- لم يتم منذ بلوغ نجيب القطاري السن القانونية للتقاعد تسمية رئيس اول لمحكمة المحاسبات. و تشغل فضيلة القرقوري منصب وكيل الرئيس الأول لمحكمة المحاسبات منذ اكتوبر 2024.

## مقالات ذات صلة
- المحكمة الإدارية (تونس)

## روابط خارجية
- الموقع الرسمي.